# Тина-Майор
Тина-Майор (астур. Tinamayor, исп. Ría de Tina Mayor) — залив на севере Испании.
Это небольшой залив Бискайского залива, эстуарий реки Дева. Площадь водной поверхности — 0,82 км², длина береговой линии — более 14 км.
Тина-Майор располагается на границе Астурии и Кантабрии. Вход в залив узкий, скалистый, в средней части — луга. На берегу расположены поселения Ункера и Печон муниципалитета Валь-де-Сан-Висенте в Кантабрии и Рибадедева в Астурии.
Близ Тина-Майор находятся руины монастыря XVIII века, на скале у Бискайского залива — маяк.